# 小萼菜豆树
小萼菜豆树（学名：Radermachera microcalyx）是紫葳科菜豆树属的植物。分布于越南、泰国、印度、缅甸以及中国大陆的广西、云南等地，生长于海拔340米至1,570米的地区，目前尚未由人工引种栽培。